# Uteopsis argentea
Uteopsis argentea är en svampdjursart som först beskrevs av Poléjaeff 1883.  Uteopsis argentea ingår i släktet Uteopsis och familjen Jenkinidae. Inga underarter finns listade i Catalogue of Life.